# Funningur

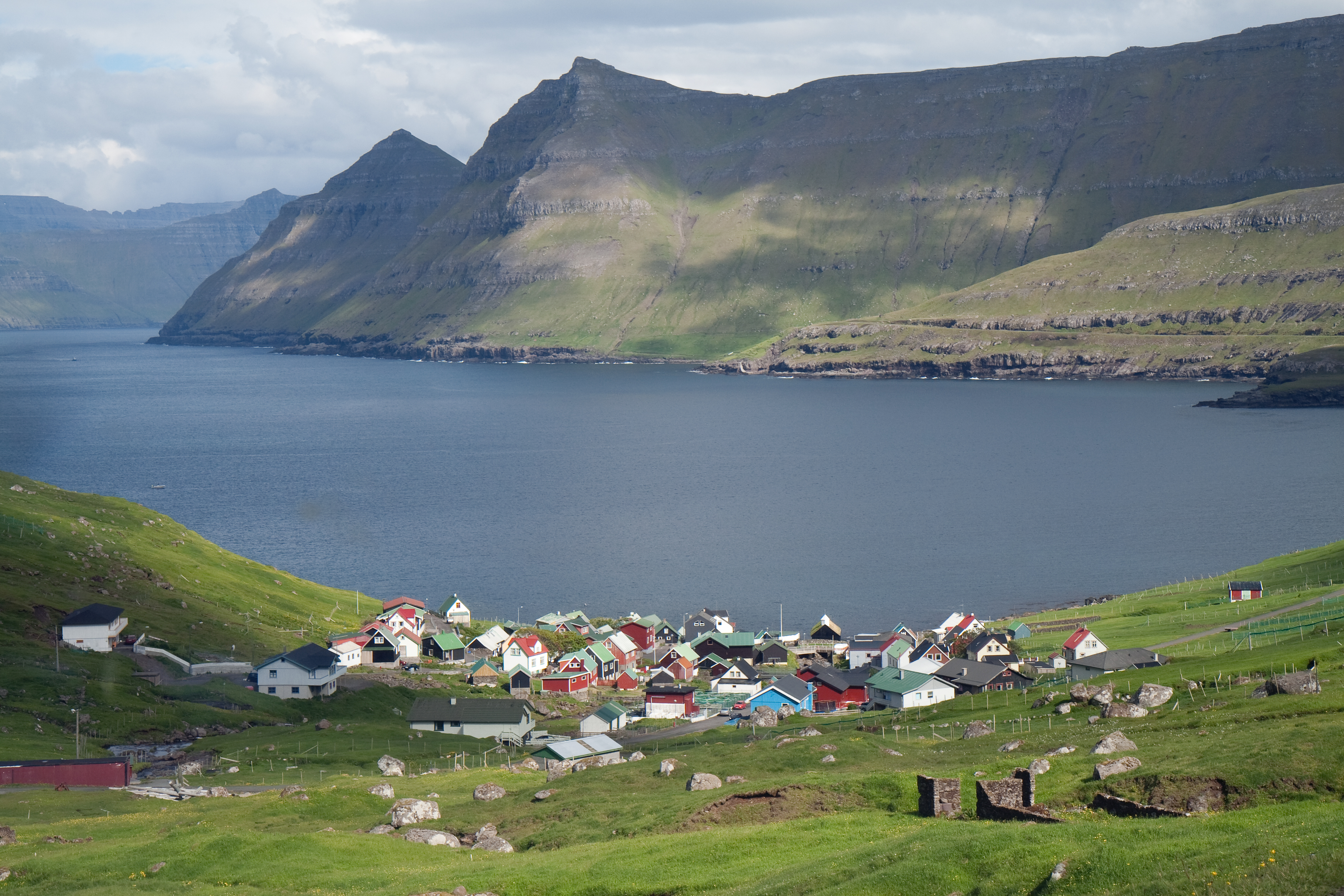
Funningur

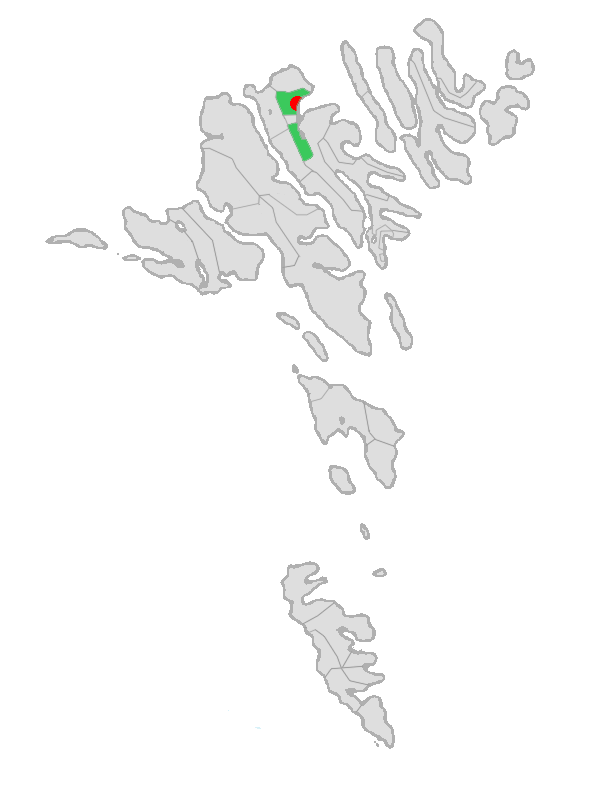
Funningur besteht aus zwei Teilen. Die eigentliche Siedlung liegt im Norden (hervorgehoben), der Süden hat keine Siedlung.

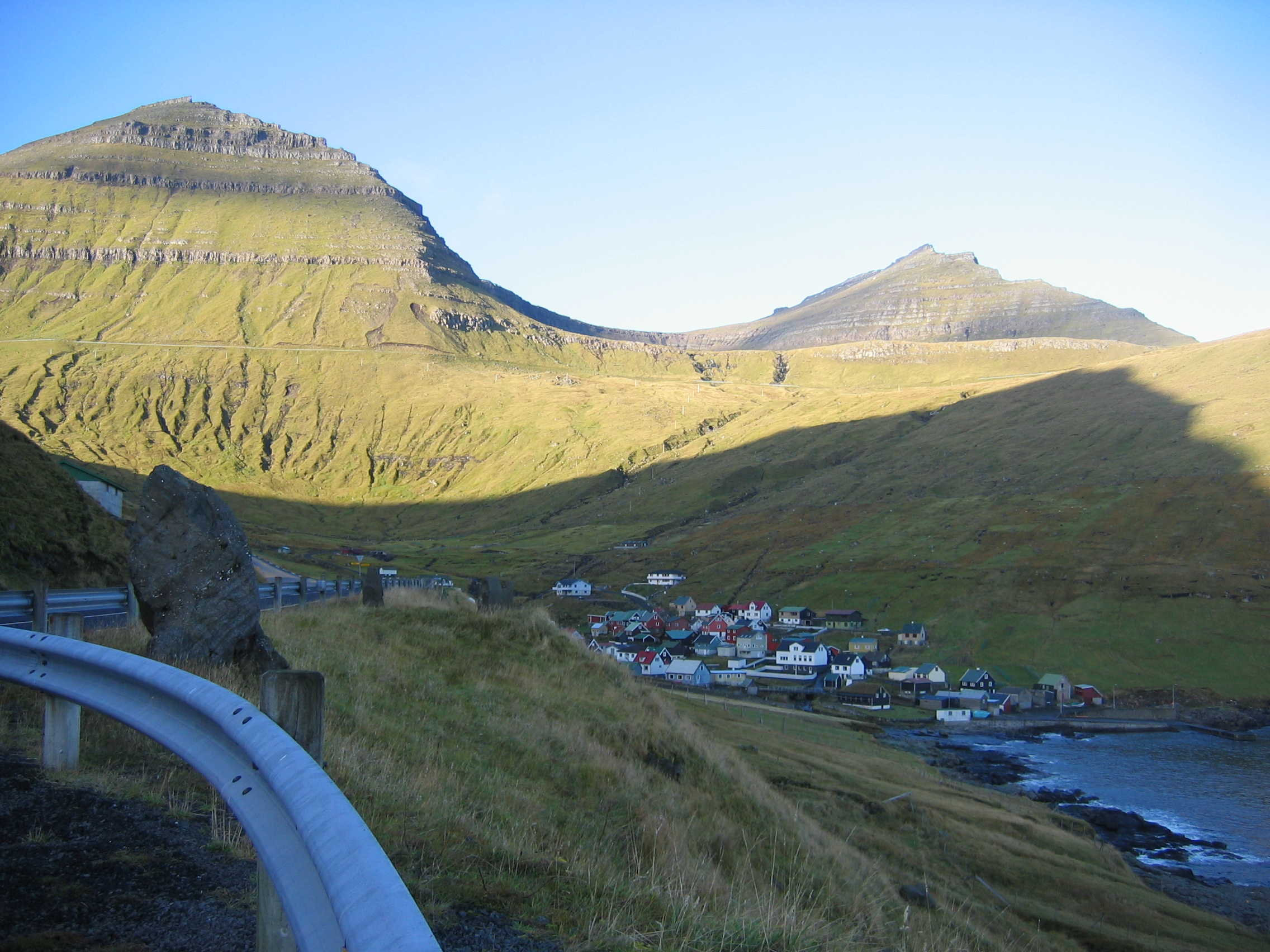
Funningur mit Slættaratindur und Gráfelli

Funningur [ˈfʊnːɪŋgʊɹ] (dänisch: Funding) ist einer der ältesten Orte der Färöer und liegt an der Nordostküste Eysturoys.
- Einwohner: 75 (1. Januar 2007)
- Postleitzahl: FO-475
- Kommune: Runavíkar kommuna (seit 1. Januar 2009, vorher eigenständig als Funnings Kommuna)

Funningur befindet sich an dem langen Fjord Funningsfjørður, an dessen Ende der gleichnamige Ort Funningsfjørður liegt (der aber an der östlichen Seite des Fjordes liegt und damit schon vor 2009 zur Kommune Runavíkar gehörte).
Der Färingersaga zufolge soll sich hier der erste Siedler auf den Färöer – Grímur Kamban – um das Jahr 825 niedergelassen haben. Der Name Funningur stammt  vom altnordischen funding ab, was Entdeckung bedeutet.
Im Ort steht eine typische färöische Holzkirche von 1847.

## Geologie
Die Region um Funningur ist charakteristisch für die mittlere und obere Ebene des Basalts. Nur das Tal, in dem das Dorf liegt, ist nicht komplett felsig und daher die einzige zur Besiedelung geeignete Stelle auf dieser Seite. Zwei der höchsten Berge der Färöer liegen nahe Funningur. Der Slættaratindur liegt genau westlich des Dorfes, der Gráfelli liegt im Nordwesten. Ein dritter Gipfel – der Svartbakstindur, der auch über 800 Metern hoch ist, liegt südlich des Dorfes.